# Юліан Арндт
Юліан Арндт (нім. Julian Arndt) (1827, Лодзь — 1907, Березівка Волинської губернії Житомирського повіту Троянівської волості) — купець та землевласник на Волині.

## Життєпис
Народився у Лодзі і з часом пересилився до містечка Рожище Рівненського повіту. Працював у фабриканта Тонна, забезпечував суконну фабрику відповідною мануфактурою і при цьому створив собі немалий капітал. З 1881 року переїхав у німецьку колонію Березівку.

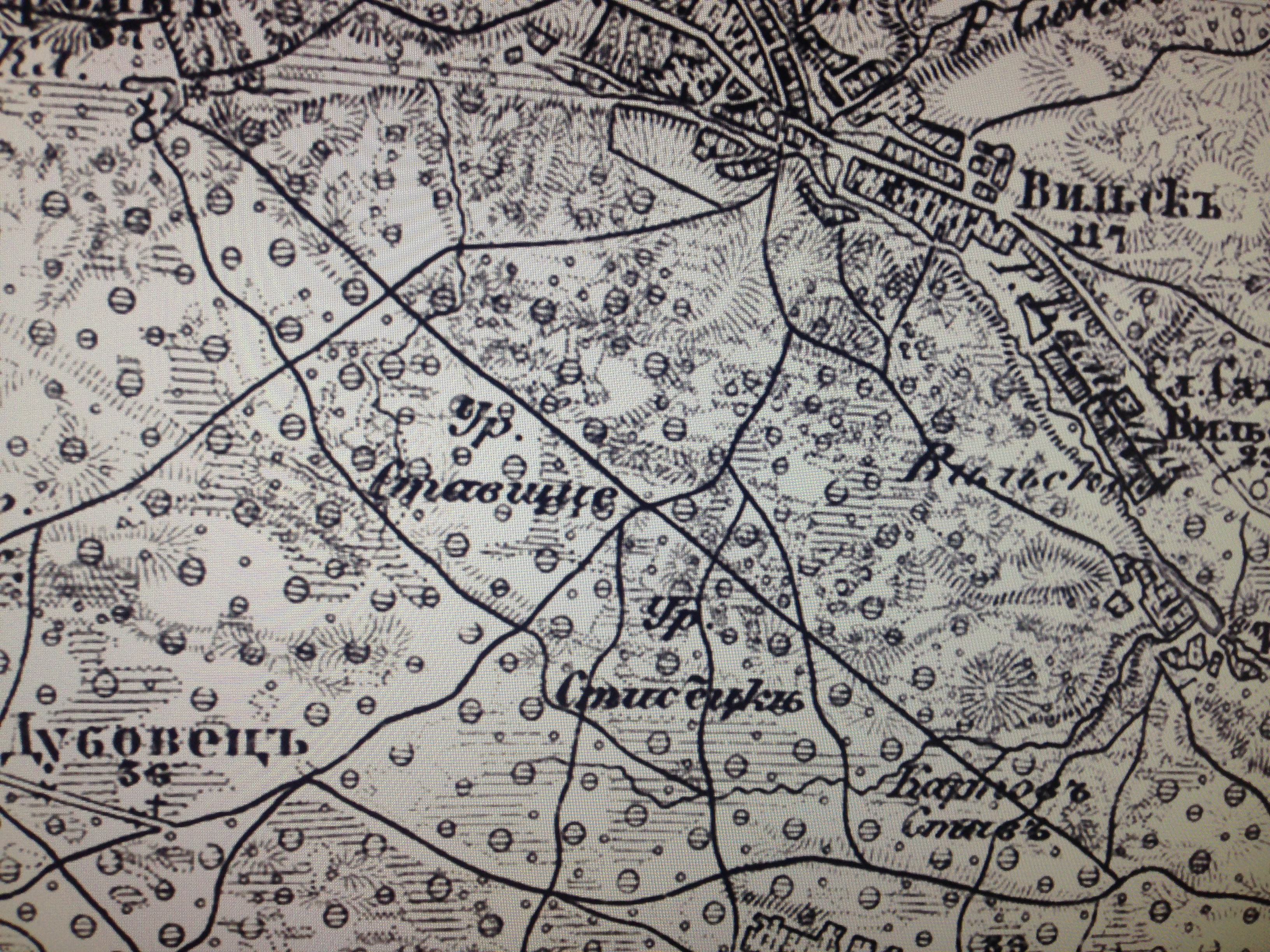
Урочище Ставище неподалік від Березівки між селами Вільськ та Дубовець

Зруйнована могила Арндта Юліана на німецькому кладовищі Березівки

28.02.1881 року Юліан Арндт купив 120 десятин в урочищі Ставище неподалік від Березівки між селами Вільськ та Дубовець. На той час урочище відносилося до Пулинської волості.
На початку 1906 року землевласник Юліан Арндт практично перепродав власну землю в розмірі 618 десятин землі. При цьому 400 десятин землі продав сину Юліану, а решту 218 десятин землі продав 18 німцям-колоністам в колонії Юлянівці. А 10 жовтня 1906 року батьківську землю продавав його другий син Йоганн (в ДАЖО — Іоан). А ще один з відомих внуків — Ніколаус Арндт.
Купець і землевласник помер в 1907 році і похоронений в центрі Березівського німецького кладовища. Колишнє німецьке кладовище розташоване на південно-східній околиці Березівки, праворуч автошляху E40М06. Географічні координати 50°18′04″ пн. ш. 28°27′33″ сх. д. / 50.30111° пн. ш. 28.45917° сх. д..

## Землевласники

Список землевласників

Відповідно Списку землевласників і орендарів Волинської губернії в Житомирському повіту земля належала синам купця і землевласника Юліана Арндта, а саме:
- Брати Іван Юліанович та Юліан Юліанович мали 610 та 823 десятин землі відповідно в колоніях Черемошне Пулинської волості та в Березівці Троянівської волості.